# فرانس روش
فرانس روش (بالفرنسية: France Roche)‏ هي كاتبة سيناريو وصحفية وناقدة سينمائية وممثلة فرنسية، ولدت في 2 أبريل 1921 في فرنسا، وتوفيت في 14 ديسمبر 2013 بباريس في فرنسا.

## وصلات خارجية
- فرانس روش على موقع IMDb (الإنجليزية)
- فرانس روش على موقع ألو سيني (الفرنسية)
- فرانس روش على موقع ميوزك برينز (الإنجليزية)
- فرانس روش على موقع أول موفي (الإنجليزية)
- فرانس روش على موقع قاعدة بيانات الأفلام السويدية (السويدية)
- فرانس روش على موقع قاعدة بيانات الفيلم (الإنجليزية)
- فرانس روش على موقع كينوبويسك (الروسية)